# Lac de Tavaneuse
Le lac de Tavaneuse se trouve en Haute-Savoie sur la commune d'Abondance, dans le Chablais français.

## Toponymie
Le nom « Tavaneuse » a plusieurs origines potentielles,. Il pourrait : 
- décrire la présence abondante de taons (tavan en francoprovençal) ;
- désigner un pâturage en terrasse où les vaches peuvent se reposer (du latin tabanus ou du patois tavé) et une pente rocheuse ou un sommet escarpé (du celtique vanno) ;
- indiquer une importante zone de coupe d'arbre d'après le mot celtique tavan qui signifie « tronc d'arbre ».

## Géographie
C'est un lac de montagne de forme quasi-losangique et situé à environ 1 805 mètres d'altitude dans un cirque glaciaire au pied de la petite pointe du Piron (2 145 mètres) et du Piron (2 054 mètres). Le lac est occupé dans sa partie sud-est par un petite île de 1 400 m2 résultant de l'effondrement de la paroi rocheuse, ou d'une moraine de névé. 
En raison de son altitude, le lac est régulièrement recouvert d'une couche de glace de plusieurs dizaines de centimètres. Le dégel s'effectue vers la fin du mois de juin et le lac est libéré des glaces pendant environ 4 mois. De même la rive sud-est est régulièrement recouverte par un névé alors que la rive ouest est la plus accessible.

### Géologie

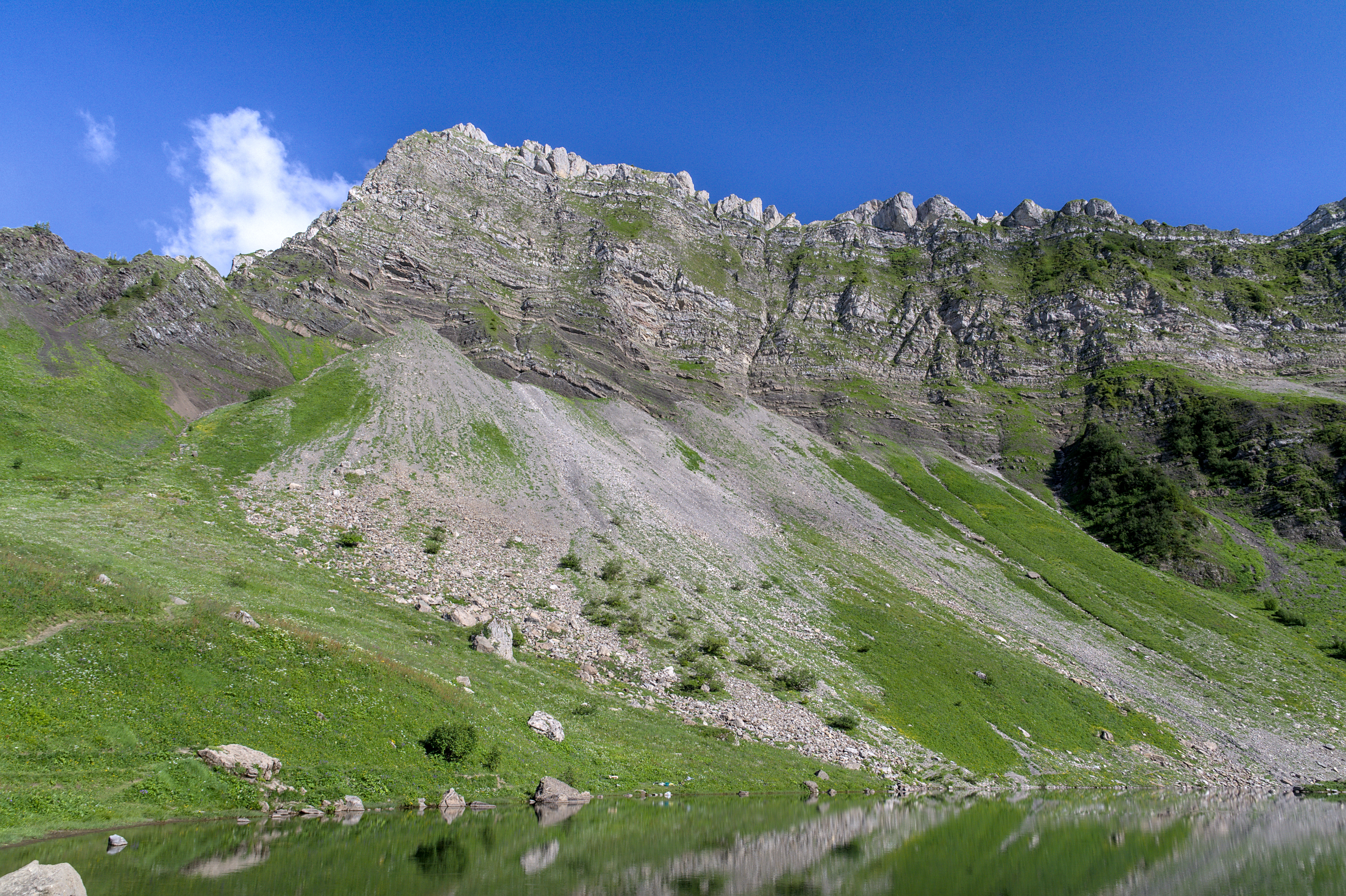
Barre rocheuse surplombant le lac de Tavaneuse et appartenant aux schistes inférieurs de la nappe de la Brèche. La couche plus épaisse au sommet correspond à la brèche supérieure.

Le lac est creusé dans les schistes ardoisiers (Callovien - Oxfordien) de la nappe de la Brèche, qui consistent en alternance de bancs calcaires peu épais dans une accumulation à dominante schisteuse. Ils affleurent notamment sur la rive ouest du lac et forme la barre rocheuse qui surplombe le lac et donc le sommet est coiffée par la brèche supérieure (Kimméridgien - Tithonien) qui se distingue par ses bancs calcaires épais. Une importante zone d'éboulis délimite la rive est et sud du lac.

### Hydrologie
Le lac de Tavaneuse est alimenté par au moins deux torrents au fonctionnement intermittent. Son émissaire est le ruisseau de Tavaneuse qui alimente la Malève puis la Dranse d'Abondance. Le lac a aussi servi (durant quelques années) de petite réserve hydraulique, ce qui explique la présence d'une petite digue sur son émissaire, qui a rehaussé le niveau de l'eau de 60 à 80 cm, agrandissant significativement sa surface et son volume. Il ne reste que des vestiges de ce muret qui n'a pas été entretenu. Sa destruction a entrainé la formation d'un marais éphémère au sud du lac.
La température des eaux montre une importante variation entre les eaux de fond (5 °C) et de surface (> 10 °C) en été mais d'autres relevés, indiquent d'importantes fluctuations des températures et soulignent l'influence de la météo sur les paramètres hydrologiques du lac. Les torrents alimentant le lac joue ainsi un rôle important car leur eau froide (5,4 °C) contribuent à limiter le réchauffement du lac, or leur débit fluctue régulièrement.
Le lac présente une forte oxygénation, sans stratification verticale. Il fait partie par ailleurs des lacs les plus pauvres en matière organique du massif du Chablais, mais aussi en sulfate et nitrate, ce qui en fait un lac oligotrophe.

## Environnement, faune et flore

### Invertébrés
Les eaux du lac sont riches en invertébrés et crustacés, notamment Daphnia longispina, Alona affinis, Cyclops strenuus et surtout Arctodiaptomus bacillifer. De nombreux insectes sont aussi présents sur les berges et autour du lac.

### Poissons
Après quelques mètres parcourus proche de l'horizontal, l'émissaire du lac s'écoule en cascade, empêchant de fait toute continuité biologique entre le ruisseau de Tavaneuse et le lac. Mais lac a fait l'objet d'un empoissonnement artificiel : 500 alevins d'omble de fontaine, issus de la pisciculture domaniale de Thonon-les-Bains ont été introduits le 19 juillet 1949 par M. Bardel, ingénieur des Eaux et Forêts et sans avertir la population locale pour qu'elle ne perturbe pas l'expérimentation. La pêche de 11 individus en 1951, après avoir passé deux hiver sous la glace, a démontré que le peuplement du lac était viable.